# Baldone
Baldone es una ciudad de Letonia situada en el municipio de Ķekava, a 33 km al sur de Riga. Tiene una población estimada, en 2021, de 3664 habitantes.

## Historia
Esta región ha estado habitada desde la Edad de Piedra. En 1648 se instaló en la localidad una ferrería que fabricaba anclas y armas. A finales del siglo XVIII Baldone se hizo conocida como una ciudad balneario por sus manantiales de aguas sulfurosas. Aunque su importancia disminuyó con la apertura del spa de Jūrmala en 1938, Baldone era famosa en toda la Unión Soviética.
Baldone tiene derechos de ciudad desde 1991. 

## Residentes conocidos
- Victors Arājs (1910–1988), colaborador y oficial de las SS que tomó parte durante el Holocausto.